# 巴爾扎克與小裁縫
《巴爾扎克與小裁縫》是華裔法國人戴思杰執導之電影，由周迅、刘烨和陈坤主演，於2002年首映。

## 故事
故事講述兩位知青被下放到四川的一座深山村落裡去接受重新教育，一個擅長說故事，一個擅演奏小提琴。兩人在村落裡遇到了裁縫師傅的孫女「小裁縫」，兩人都對她動了情，但表現的方式不同。後來另一位同村的知青回家時，他們從小裁縫得知那名知青有許多的禁書（外國名著小說），於是將書偷了過來，並藏到了「藏書洞」。他們開始為小裁縫口述書中的故事，小裁縫因為接觸了故事中的世界而萌發了新的思想，便進而毅然離開家鄉，從此杳無音訊。

## 主演
- 周迅 飾 小裁縫
- 劉燁 飾 馬劍鈴
- 陳坤 飾 羅明
- 王双宝 飾 村长
- 王宏伟 飾 四眼
- 丛智军 飾 老裁缝

## 獎項
- 2003年第61届金球奖最佳外语片提名
- 2004年第23届香港电影金像奖最佳亚洲电影提名
- 2003年第40届台湾电影金马奖最佳改编剧本提名
- 2002年第55届戛纳电影节“一种注视”单元开幕影片
- 2002年获得香港第25届法国电影节开幕电影资格
- 2002年第2届摩洛哥马拉喀什国际电影节（Marrakech International Film Festival） Golden Star (提名)
- 2003年第22届伊斯坦布尔国际电影节（Istanbul International Film Festival） Golden Tulip （提名）
- 2003年比利时根特国际电影节（Ghent International Film Festival）Grand Prix提名

## 外部連結
- 豆瓣电影上《巴爾扎克與小裁縫》的資料 （简体中文）